# Elizabeth Spencer, baronessa Hunsdon
Lady Elizabeth Spencer, baronessa Hunsdon (Althorp, 29 giugno 1552 – 25 febbraio 1618), è stata una nobildonna e poetessa inglese.

## Biografia
Figlia di Sir John Spencer e Katherine Kitson, ebbe un destino simile a quello della sorella Alice; educata per diventare una dama di società, si sposò nei ranghi dell'aristocrazia e fu a sua volta una munifica patrona delle lettere e delle arti, oltre che una studiosa lei stessa (tradusse Petrarca in inglese). Quando nacque, il 29 giugno del 1552, suo padre era sceriffo del Northamptonshire e l'anno seguente sarebbe diventato membro del Parlamento. Nel 1574, grazie a una dispensa di Matthew Parker, Arcivescovo di Canterbury, sposò il suo primo marito, George Carey, II barone di Hunsdon. Carey era strettamente imparentato con la casa reale dei Tudor: suo padre era Henry Carey, I barone Hunsdon, figlio di Maria Bolena, sorella di Anna, e di Sir William Carey (ma probabilmente il suo genitore naturale fu Enrico VIII).

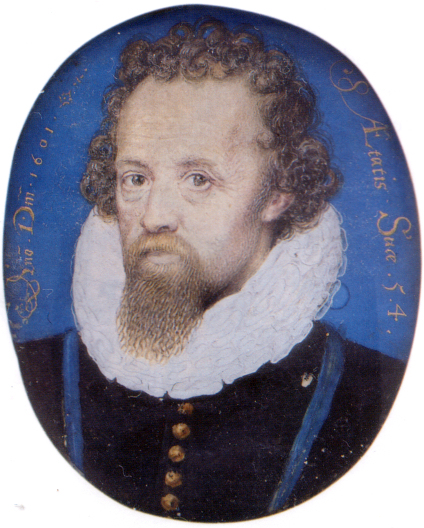
George Carey, II barone Hunsdon, di Nicholas Hilliard, 1601

Ma il barone era anche un lontano cugino di Elizabeth (motivo per il quale per il matrimonio fu necessaria la dispensa); infatti la madre di Sir William, e quindi la nonna di George Carey, era Margaret Spencer, figlia di Sir Robert Spencer di Spencer Combe, un prozio di John Spencer di Wormleighton, e di Eleanor Beaufort, appartenente a una delle più potenti famiglie del Paese, diretta discendente dei Plantageneti. I genitori di George Carey erano intimi della regina Elisabetta I, e sua madre, Anne Morgan, era una delle confidenti più strette della sovrana; insieme la coppia ebbe una sola figlia, Elizabeth Carey, che sposò sir Thomas Berkeley nel 1595, occasione nella quale venne per la prima volta rappresentata in pubblico l'opera di William Shakespeare Sogno di una notte di mezza estate. Il barone di Hunsdon morì nel 1603,lasciando Elizabeth vedova, ma la baronessa si risposò dieci anni dopo con lord Ralph Eure.

## Mecenate
In campo artistico fu, come la sorella, una grande mecenate e cultrice di poesia. Oltre ad aver tradotto Petrarca dall'italiano, fu la musa ispiratrice di Edmund Spenser (della sua stessa famiglia), per il poema Muiopotmos, e compare accanto alle sorelle Anne e Alice nel poema bucolico Colin Clots Come Home Againe; fu inoltre celebrata dallo stesso Spenser in sonetto della raccolta La regina delle Fate:
"Ne may I, without
blot of endless blame,

You, fairest Lady leave out of this place,

Remembrance of your gracious name

Wherewith that courtly garlond most ye grace
And deck the world."
Oltre a Spenser, con cui era imparentata, la baronessa patrocinò anche autori come Thomas Nashe e John Dowland.

## Matrimoni

### Primo matrimonio
Il 29 dicembre 1574 Elizabeth sposò George Carey, II barone Hunsdon, cugino della regina Elisabetta I, dal quale ebbe una figlia:
- Elizabeth Carey (1576-1635), che sposò Thomas Berkeley, dal quale ebbe un figlio, George Berkeley, VIII barone Berkeley. Fu anch'essa patrona di artisti e poeti.

### Secondo matrimonio
Poco prima del gennaio 1613, rimasta vedova, Elizabeth si risposò con Ralph Eure, III barone Eure. Dal matrimonio non nacquero figli.

## Morte
Elizabeth morì il 25 febbraio 1618 e fu sepolta il 2 marzo nell'Abbazia di Westminster, a Londra.